# Len de l’El

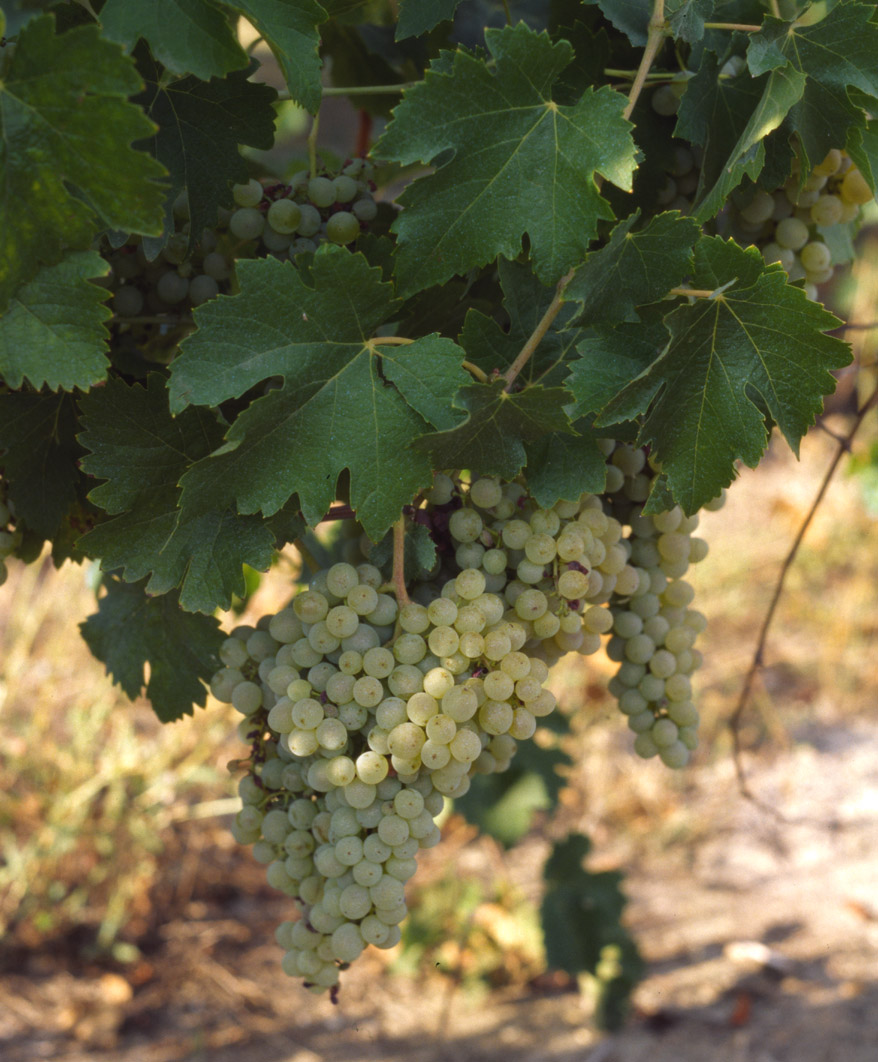
Reife Trauben des Len de l'El in Gaillac

Der Len de l'El ist eine Weißweinsorte, die vorwiegend im südwestfranzösischen Weinbaugebiet von Gaillac angebaut wird.
Der Len de l'El liefert bukettreiche, eher säurearme Weine. Er wird zumeist trocken ausgebaut oder als Grundwein zur Herstellung von Schaumwein verwendet. Für den Ausbau im Barrique erscheint die Rebsorte wenig geeignet, hingegen liefert sie sehr gute Auslesen, die eine feine, an Birnen oder Pfirsiche erinnernde Frucht besitzen. Der Len de l'El ist empfindlich gegen Spätfröste. Aufgrund der geringeren Erträge wurde er in Gaillac gegenüber dem Mauzac lange Zeit vernachlässigt. Sein Anteil an der Anbaufläche betrug 1960 nur noch 1,6 %, stieg aber bis 1990 wieder auf 20 %. Im Jahr 2007 wurde eine bestockte Rebfläche von 647 Hektar erhoben.
Der Name stammt aus dem Okzitanischen und bedeutet „weit vom Auge“. Dies bezieht sich auf die Tatsache, dass die Trauben sehr lange Stängel besitzen und somit weit weg vom "Auge", also der Knospe sind, aus dem sie gewachsen sind. Auf Französisch heißt sie entsprechend Loin-de-l'oeil.
Synonyme: Lenc de l'El, Len de l'Elh, Len del el, Lendelel, Cavaillèes, Cavalié, Cavalier.